# Скакки, Грета
Гре́та Ска́кки (итал. Greta Scacchi, род. 18 февраля 1960 года, Милан, Италия) — британская актриса театра, кино и телевидения.

## Биография
Мать Греты Скакки — английская танцовщица, отец — итальянский художник. Грета Скакки росла соответственно в двуязычной среде. В возрасте шести лет она переехала в Англию. Её родители развелись, когда Грете было пятнадцать лет. Из Милана Грета с матерью переехала в Австралию, где работала кау-гёрл (пастушкой) и переводчицей с итальянского языка.
В детстве Грета училась балету и сценическому искусству, а после возвращения в Лондон, в 1978 году, начала учёбу в «Bristol Old Vic». Закончив обучение, играла небольшие роли в различных театрах и работала моделью в рекламе.
Кинодебют Греты Скакки состоялся в 1982 году под руководством режиссёра Доминика Графа в фильме «Второе лицо». Скакки — ярко выраженная перфекционистка и для этого фильма даже учила немецкий язык. В том же году последовала её первая крупная роль в фильме «Пыль и жара» с участием Джули Кристи. В 1985 году Грету ждал успех за роль в фильме «Кокакольщик».
В 1990 году с планами покорить Голливуд Скакки переехала в Лос-Анджелес. Первую роль в Голливуде получила у Алана Пакулы в фильме «Презумпция невиновности». Далее последовали роли в фильмах «Вдребезги» Вольфганга Петерсена, «Игрок» Роберта Олтмена и «Поцелуй змея» Филиппа Руссело. В 1995 году озвучивала научно-популярный телесериал «Потерянные животные двадцатого века», шедший на канале Discovery Channel.

## Личная жизнь
На съёмках фильма «Кокакольщик» Скакки познакомилась с солистом группы «Split Enz» Тимом Финном, с которым её связывали близкие отношения в 1983—1989 годах.
С 1991 по 1993 год Скакки была замужем за актёром и продюсером Винсентом Д’Онофрио, у них есть дочь Лейла. Они вместе играли влюблённых в фильме «Соль на нашей коже».
У Греты Скакки есть также сын Маттео от её двоюродного брата, продюсера Карло Мантегацца.

## Избранная фильмография
| Год  |     | Русское название                        | Оригинальное название                                      | Роль                 |
| ---- | --- | --------------------------------------- | ---------------------------------------------------------- | -------------------- |
| 1983 | ф   | Пыль и жара                             | Heat and Dust                                              | Оливия               |
| 1984 | тф  | Дама с камелиями                        | Camille                                                    | Маргарита Готье      |
| 1985 | ф   | Защита государства                      | Defence of the Realm                                       | Нина Бекман          |
| 1985 | ф   | Парень из фирмы «Кока-Кола»             | The Coca-Cola Kid                                          | Терри                |
| 1987 | ф   | Влюблённый мужчина                      | A Man in Love                                              | Джейн Стайнер        |
| 1988 | ф   | Белое зло                               | White Mischief                                             | леди Диана Броутон   |
| 1988 | ф   | Страх и любовь                          | Paura e amore                                              | Мария                |
| 1990 | ф   | Презумпция невиновности                 | Presumed Innocent                                          | Кэролин Полимус      |
| 1991 | ф   | Вдребезги                               | Shattered                                                  | Джудит Меррик        |
| 1991 | ф   | Пламя в душе                            | Fires Within                                               | Изабель              |
| 1992 | ф   | Игрок                                   | The Player                                                 | Джун Гудмундсдоттир  |
| 1992 | ф   | Соль на нашей коже                      | Salt on Our Skin                                           | Джордж Макэван       |
| 1994 | ф   | Версия Браунинга                        | The Browning Version                                       | Лора Крокер-Харрис   |
| 1994 | ф   | Деревенская жизнь                       | Country Life                                               | Дебора Войси         |
| 1995 | ф   | Джефферсон в Париже                     | Jefferson in Paris                                         | Мария Косвей         |
| 1996 | тф  | Распутин                                | Rasputin: Dark Servant of Destiny                          | Александра Фёдоровна |
| 1996 | ф   | Эмма                                    | Emma                                                       | миссис Уэстон        |
| 1997 | мтф | Одиссея                                 | The Odyssey                                                | Пенелопа             |
| 1997 | ф   | Поцелуй змея                            | The Serpent’s Kiss                                         | Джулиана             |
| 1998 | ф   | Красная скрипка                         | The Red Violin                                             | Виктория Бёрд        |
| 2004 | ф   | Странное преступление                   | Le prix du désir                                           | Николетта            |
| 2004 | ф   | У моря                                  | Beyond the Sea                                             | Мэри Дювен           |
| 2005 | ф   | Иллюзия полёта                          | Flightplan                                                 | терапевт             |
| 2006 | ф   | Книга откровений                        | The Book of Revelation                                     | Изабель              |
| 2006 | с   | Мисс Марпл Агаты Кристи                 | Marple                                                     | Таппенс Бересфорд    |
| 2006 | с   | Ночные кошмары и фантастические видения | Nightmares & Dreamscapes: From the stories of Stephen King | доктор Кэти Арлен    |
| 2007 | ф   | Скрытая любовь                          | L'Amour caché                                              | доктор Дюбуа         |
| 2008 | ф   | Возвращение в Брайдсхед                 | Brideshead Revisited                                       | Кара                 |
| 2008 | тф  | Любовные неудачи Джейн Остин            | Miss Austen Regrets                                        | Кассандра Остин      |
| 2013 | с   | Пуаро Агаты Кристи                      | Agatha Christie's Poirot                                   | миссис Бертон-Кокс   |
| 2016 | с   | Война и мир                             | War and Peace                                              | графиня Ростова      |
| 2017 | с   | Версаль                                 | Versailles                                                 | Мадлен де Фо         |
| 2017 | ф   | Девушка в тумане                        | La ragazza nella nebbia                                    | Беатрис Леман        |
| 2018 | с   | Террор                                  | The Terror                                                 | леди Джейн Франклин  |
| 2018 | ф   | Новая жизнь Аманды                      | Amanda                                                     | Алиссон              |
| 2021 | ф   | Остров призраков                        | Shepherd                                                   | Гленис Блэк          |
| 2023 | ф   | Реинкарнация. Новая глава               | Run Rabbit Run                                             | Джоан                |